# Charles Bay
Charles Bay (Marietta, 20 aprile 1989) è un ex giocatore di football americano statunitense, che ha giocato come defensive end.
Dopo aver giocato per la squadra universitaria dei Dartmouth Big Green si è trasferito nel 2012 ai Georgia Force.

## Palmarès
- 1 Mondiale (2011)